# Puerta del Llano
Puerta del Llano är en ort i Mexiko.   Den ligger i kommunen Zapopan och delstaten Jalisco, i den centrala delen av landet, 500 km väster om huvudstaden Mexico City. Puerta del Llano ligger 1 604 meter över havet och antalet invånare är 1 224.
Terrängen runt Puerta del Llano är platt åt sydost, men åt nordväst är den kuperad. Terrängen runt Puerta del Llano sluttar österut. Runt Puerta del Llano är det mycket tätbefolkat, med 1 095 invånare per kvadratkilometer. Närmaste större samhälle är Guadalajara, 15,0 km sydost om Puerta del Llano. Trakten runt Puerta del Llano består till största delen av jordbruksmark.